# Russell (condado de Hampden)
Russell es un lugar designado por el censo ubicado en el condado de Hampden en el estado estadounidense de Massachusetts. En el Censo de 2010 tenía una población de 786 habitantes y una densidad poblacional de 131,09 personas por km².

## Geografía
Russell se encuentra ubicado en las coordenadas 42°12′14″N 72°51′43″O / 42.20389, -72.86194. Según la Oficina del Censo de los Estados Unidos, Russell tiene una superficie total de 6 km², de la cual 5.98 km² corresponden a tierra firme y (0.3%) 0.02 km² es agua.

## Demografía
Según el censo de 2010, había 786 personas residiendo en Russell. La densidad de población era de 131,09 hab./km². De los 786 habitantes, Russell estaba compuesto por el 97.46% blancos, el 0.64% eran afroamericanos, el 0.13% eran amerindios, el 0.25% eran asiáticos, el 0% eran isleños del Pacífico, el 0.13% eran de otras razas y el 1.4% pertenecían a dos o más razas. Del total de la población el 2.42% eran hispanos o latinos de cualquier raza.